# Burgruine Zöch
Die Burgruine Zöch ist die Ruine einer Niederungsburg in der Gemeinde Altenberg bei Linz im Bezirk Urfahr-Umgebung in Oberösterreich. Die Benennung der Anlage mit „Zöch“ stammt aus dem 19. Jahrhundert. Wie die Burg in Altenberg ursprünglich hieß, ist nicht bekannt.

## Geschichte

Burgruine Zöch
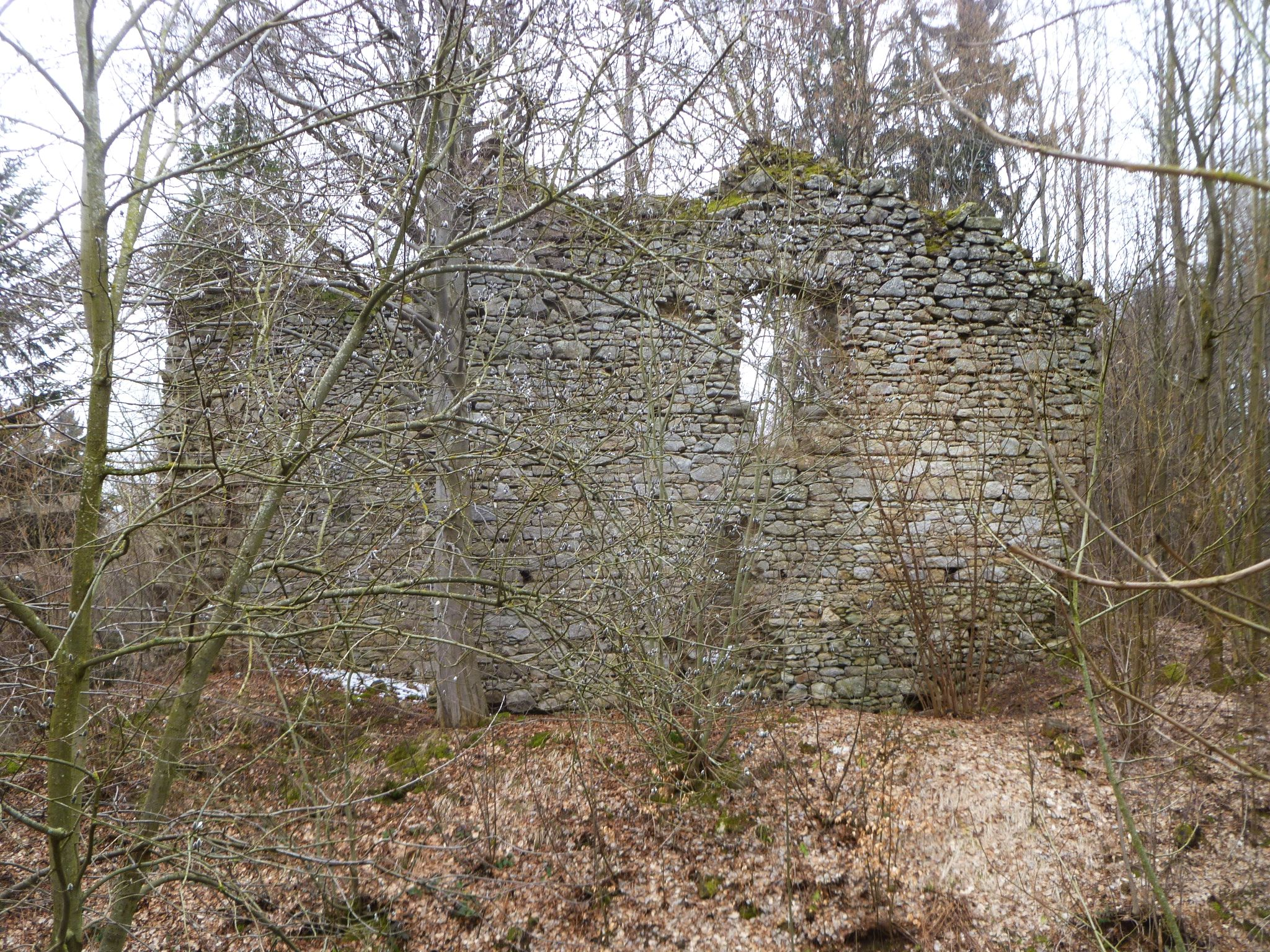
Burgruine Zöch: Seitenmauern
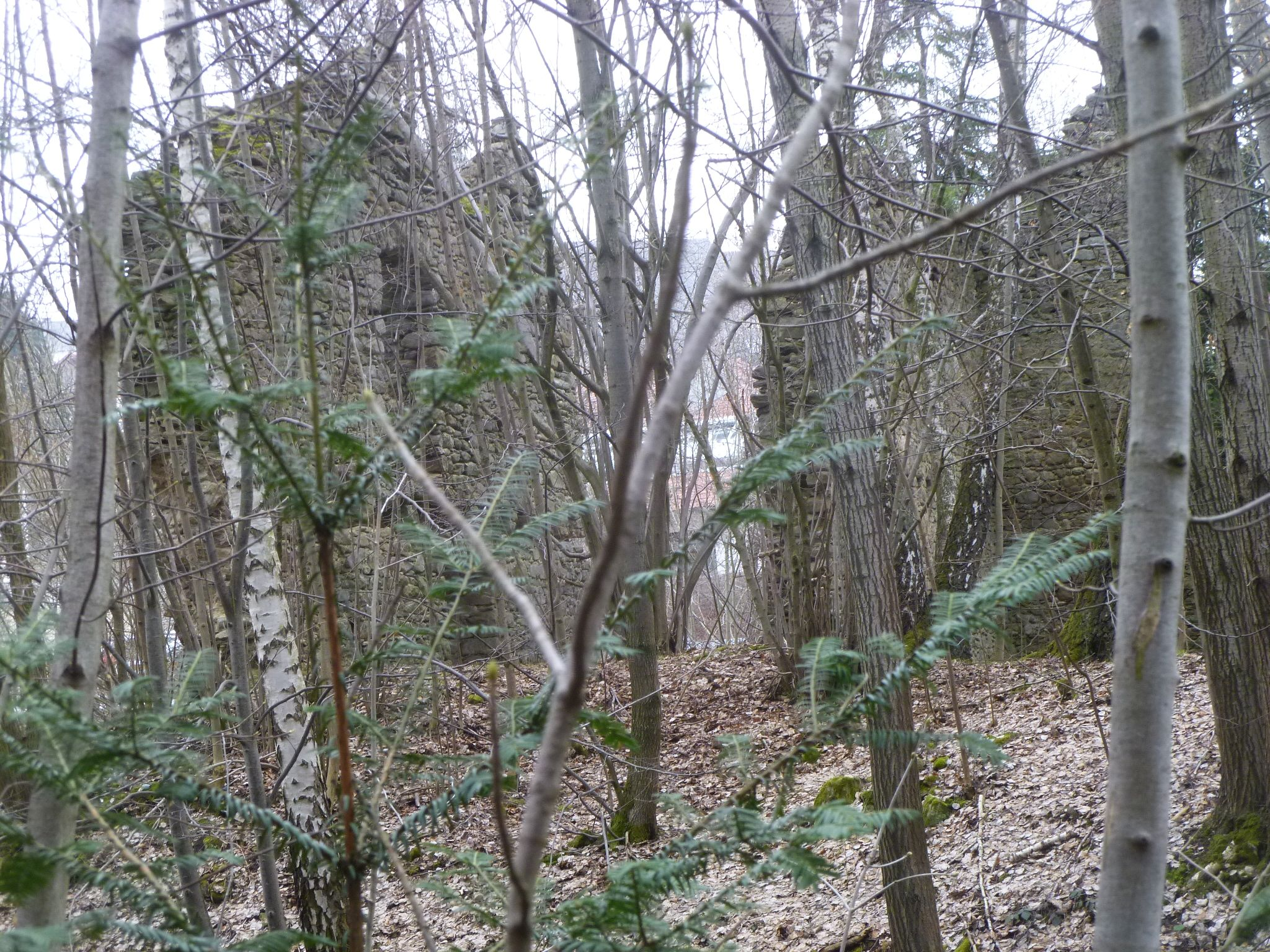
Burgruine Zöch: Blick nach innen
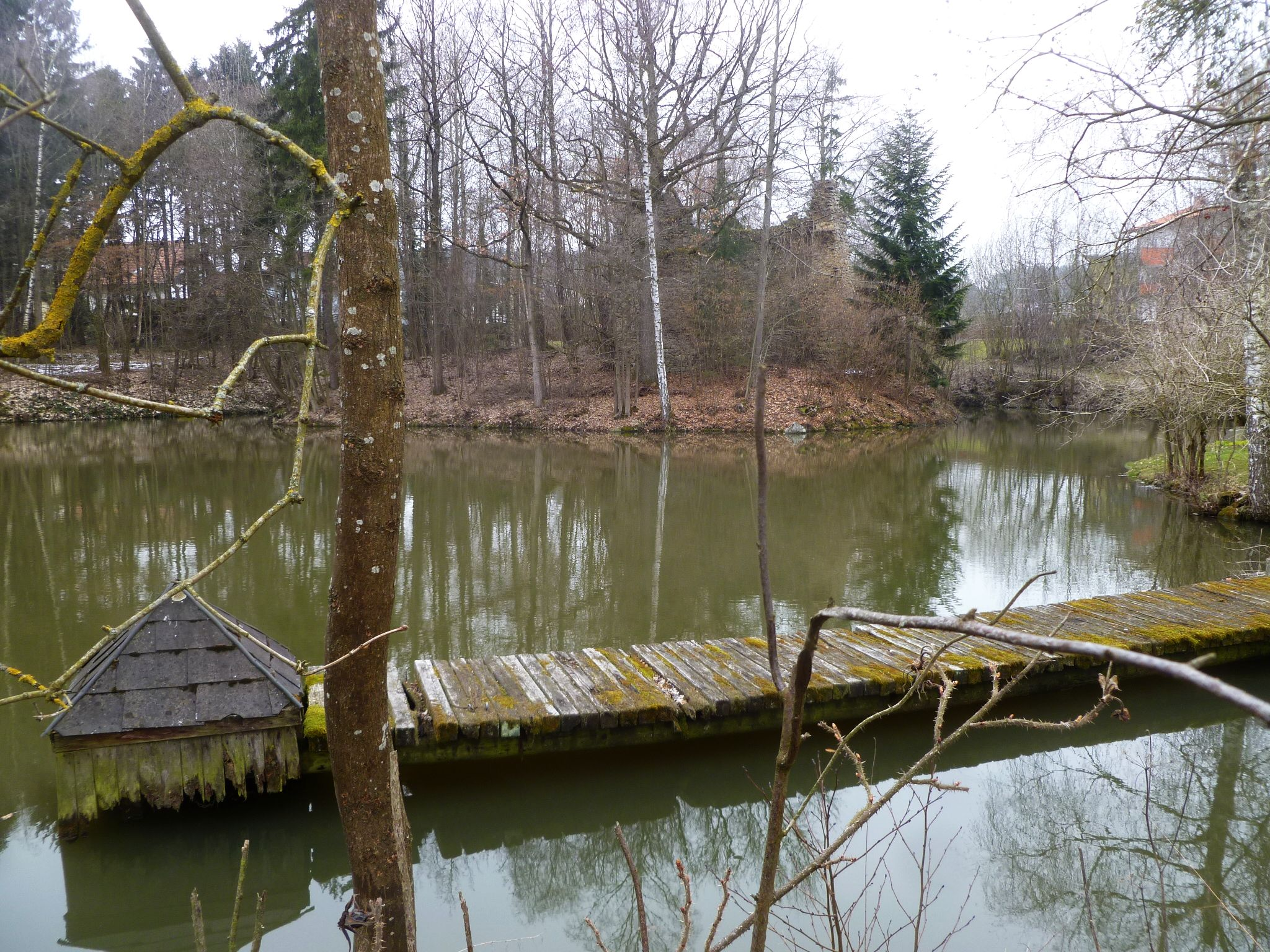
Burgruine Zöch: Teichanlage
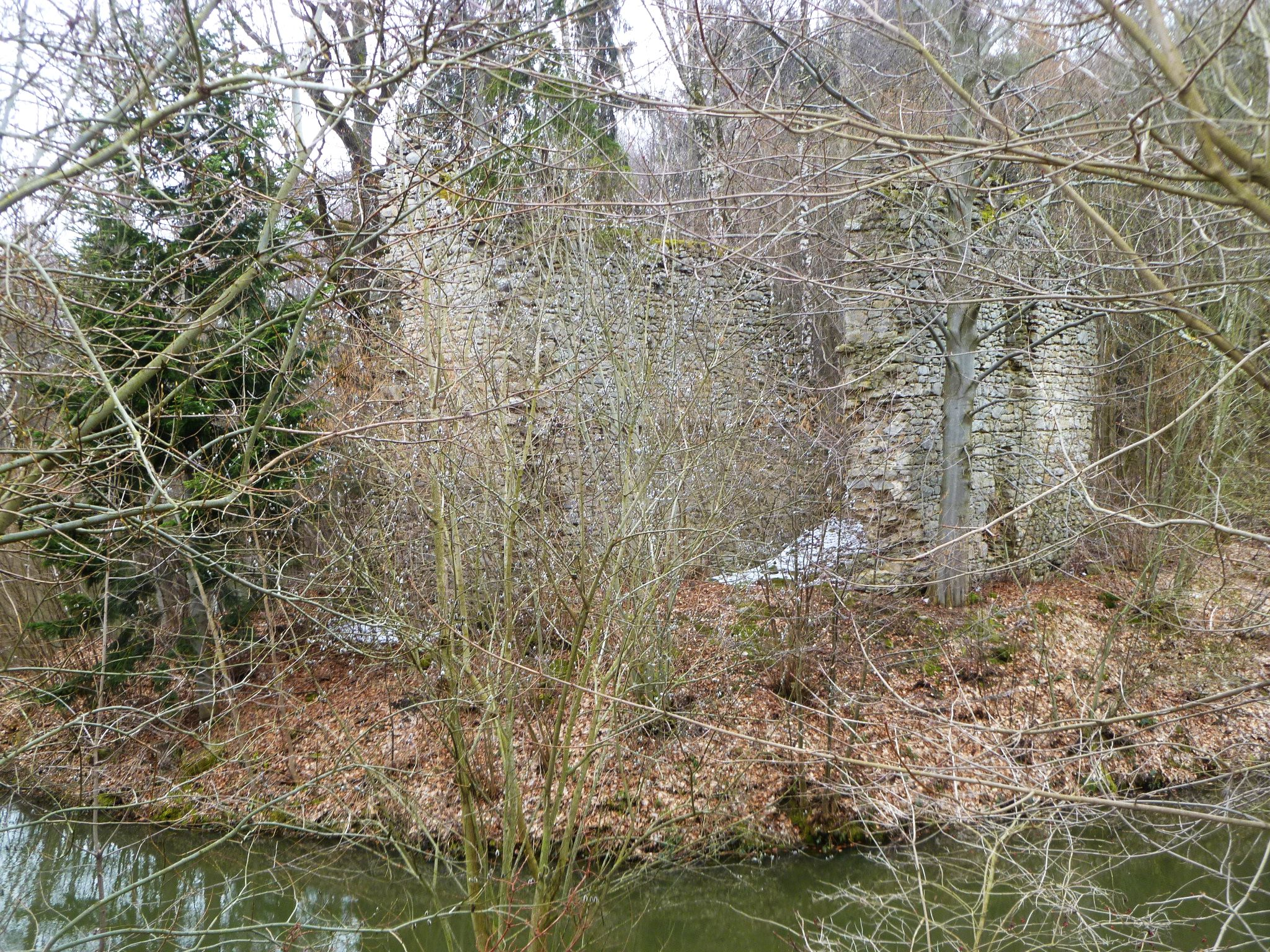
Burgruine Zöch: Wassergraben

Von der Burg liegen zwei urkundliche Nachrichten vor. Vermutlich 1245 wird Karolus de Maltenperg als Zeuge einer Urkunde über die Belehnung des Gundackers III. von Steyr und Steinbach mit der Herrschaft Wildberg erwähnt. 1248 wird ein Perhtoldus de Altenberge genannt. Conrad von Altenperch wird um 1250 auf einer Urkunde des Stifts Wilhering angeführt. 1364 nennt Herman der Geyczesterer von „vnser Ansidel (und) der hof dacz dem Altenperg“, damals ein Lehen der Starhemberger. Ein Charl der Geyczensterer besaß 1377 den Sitz auf der Öde im Ortsteil Edt der Gemeinde Altenberg. Zöch gehörte zur Herrschaft Riedegg und wurde im Lauf der Zeit nach der Zeche (Bruderschaft) benannt, die das Objekt bis 1848 besaß.

## Burgruine Zöch heute
Die Mauerreste der Burg stehen unterhalb von Altenberg; vermutlich war der Sitz von einem Teich umgeben. Auch heute ist hier noch ein Teich erhalten; in den 1970er Jahren wurde der um die Ruine führende Graben geflutet, sodass heute kein direkter Zugang zu dem Gemäuer möglich ist.
Die Niederungsburg ist bis zur Höhe eines ersten Obergeschoßes erhalten. Die Seitenmauern fehlen fast vollständig. Außer den Außenmauern ist noch eine Innenmauer mit Balkenlöchern vorhanden. Vermutlich besaß das Gebäude also ein weiteres Stockwerk. In dem erhaltenen Teil einer Seitenmauer befindet sich ein geglätteter Kragstein, auf dem vermutlich ein Erker aufsaß.